# Instax
Instax ist eine Produktreihe von Sofortbildkameras des japanischen Herstellers Fujifilm. Sie wird seit den späten 1990er Jahren vertrieben. Es gibt drei verschiedene Film-Formate: das „Wide“-Format, das ein Foto mit 60 mm × 99 mm liefert, das „Square“-Format mit 61 mm × 61 mm und das „Mini“-Format mit einer Größe von 62 mm × 46 mm.

## Merkmale & Geschichte
1999 führte Fujifilm die ersten Instax-Kameras ein. Ursprünglich wollte Fujifilm diese Kameras von Anfang an weltweit vertreiben, aber aus Sorge um eine Patentrechtsverletzungsklage von Seiten des Marktführers Polaroid entschied man sich dazu, mit Polaroid gemeinsam die Polaroid mio auf Basis der Instax mini 10/20 für den US-amerikanischen Markt zu entwickeln. Die mio stellte sich allerdings nicht als Erfolg heraus und so wurde sie schon nach wenigen Jahren wieder eingestellt.
Auch die Instax-Wide-Filme wurden von Anfang an vertrieben, konnten sich allerdings in den USA nicht durchsetzen. In Japan, dem Herkunftsland von Fujifilm, konnte sich der Film allerdings als Produkt für den Massenmarkt durchsetzen und er wurde dadurch am Leben erhalten.
2008 stellte Polaroid die Produktion von Sofortbildfilmen ein und Fujifilm war damit bis zur Gründung von „The Impossible Project“ im Jahr 2010 der einzige Hersteller von Filmen für Sofortbildkameras.
Im Gegensatz zu den Filmkassetten von Polaroid kamen die Fuji-Instax-Filme ohne integrierte Batterien aus, wodurch das System ökonomischer und ökologischer war.

## Instax Mini

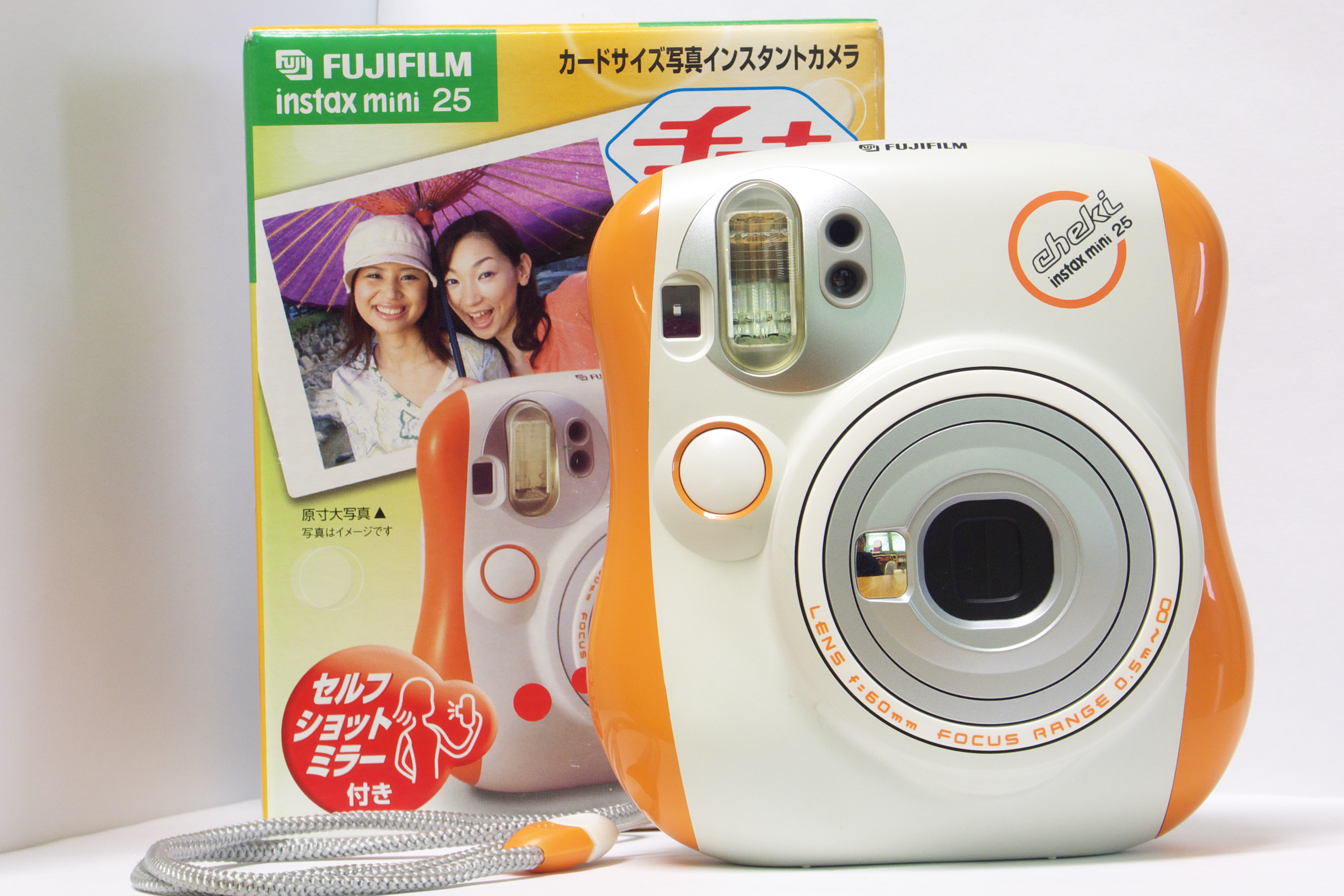
Fujifilm Instax Mini 25

Instax Mini ist ein ISO 800 Film mit den Maßen 86 mm × 54 mm, was in etwa der Größe einer Kreditkarte entspricht. Er ist vor allem für die Benutzung bei Tageslicht ausgelegt, kann aber auch, unter Zuhilfenahme des in die Kamera integrierten Blitzes, belichtet werden.

### Eigenschaften
Von den Spezifikationen auf der Fujifilm Website
| Filmempfindlichkeit | ISO 800/30°                                              |
| Farbtemperatur      | Tageslicht (5500 K)                                      |
| Auflösung           | 12 Linien/mm                                             |
| Bilder pro Packung  | 10                                                       |
| Abmessungen         | 86 mm × 54 mm 3,4″ × 2,1″                                |
| Bildgröße           | 62 mm × 46 mm 2,4″ × 1,8″                                |
| Verpackungsgröße    | 92 mm × 61 mm × 20 mm                                    |
| Verpackungsmaterial | Polystyrol Verpackung und lichtundurchlässiges Deckblatt |

Besonders hervorzuheben ist, dass es den Instax Mini Film nicht nur mit einem weißen Rahmen gibt, sondern auch mit anderen Motiven, etwa den Farben eines Regenbogens oder bunten Streifen. Im September 2016 wurde der 'Instax Mini Monochrome' eingeführt, ein Schwarz-Weiß-Film.

### Instax Mini Kameras
| Legende:                                                                                   |
| Eingestellt: Ältere Geräteversionen, nicht mehr im Verkauf. Aktuell: Versionen im Verkauf. |

#### Modelle von Fujifilm oder Polaroid
| Modell          | Veröffentlichung | Objektiv          | Verschlusszeit                            | Belichtung                | Stromversorgung | Abmessungen B×H×T             | Gewicht (Gehäuse) | Anmerkungen              |
| --------------- | ---------------- | ----------------- | ----------------------------------------- | ------------------------- | --------------- | ----------------------------- | ----------------- | ------------------------ |
| Instax Mini 10  | November 1998    | 60 mm ƒ/12,3      | 1/30 bis 1/400                            | Automatisch               | 2×CR123A        | 119 mm × 113 mm × 58 mm       | 335 g (11,8 oz)   |                          |
| Polaroid Mio    | Dezember 2001    | 60 mm ƒ/12        | 1/30 bis 1/400                            | Automatisch               | 2×CR2           | 117 mm × 127 mm × 56 mm       | 343 g (12,1 oz)   |                          |
| Instax Mini 30  | Mai 2002         | 60 mm ƒ/12        | 1/30 bis 1/400                            | Automatisch               | 2×CR2           | 122 mm × 106 mm × 52 mm       | 325 g (11,5 oz)   |                          |
| Instax Mini 20  | Dezember 2002    | 60 mm ƒ/12        | 1/30 bis 1/400                            | Automatisch               | 2×CR2           | 115,5 mm × 121,5 mm × 52 mm   | 310 g (10,9 oz)   | Ähnlich wie Polaroid Mio |
| Instax Mini 55  | März 2003        | 60 mm ƒ/12,7      | 1/30 bis 1/400                            | Manuell (4 Einstellungen) | 2×CR2           | 112,0 mm × 96,5 mm × 49,5 mm  | 275 g (9,7 oz)    |                          |
| Instax Mini 50  | September 2003   | 60 mm ƒ/12,7      | 1/30 bis 1/400                            | Manuell (4 Einstellungen) | 2×CR2           | 112,0 mm × 96,5 mm × 49,5 mm  | 275 g (9,7 oz)    |                          |
| Instax Mini 7   | Juni 2004        | 60 mm ƒ/12,7      | 1/60 bis 1/400                            | Manuell (4 Einstellungen) | 4×LR6/AA        | 119,5 mm × 121,5 mm × 70,5 mm | 320 g (11,3 oz)   |                          |
| Instax Mini 7S  | Juni 2008        | 60 mm ƒ/12,7      | 1/60 bis 1/400                            | Manuell (4 Einstellungen) | 4×LR6/AA        | 119,5 mm × 121,5 mm × 70,5 mm | 320 g (11,3 oz)   |                          |
| Instax Mini 25  | Juni 2009        | 60 mm ƒ/12,7      | 1/30 bis 1/400                            | Automatisch               | 2×CR2           | 112,0 mm × 121,0 mm × 50,5 mm | 275 g (9,7 oz)    |                          |
| Polaroid 300    | April 2010       | 60 mm ƒ/12,7      | 1/60 bis 1/400                            | Manuell (4 Einstellungen) | 4×LR6/AA        | 119,5 mm × 121,5 mm × 70,5 mm | 320 g (11,3 oz)   | Rebranded Instax 7S      |
| Instax Mini 50S | September 2010   | 60 mm ƒ/12,7      | 1/30 bis 1/400                            | Manuell (4 Einstellungen) | 2×CR2           | 112,0 mm × 96,5 mm × 49,5 mm  | 275 g (9,7 oz)    | [ 15 ]                   |
| Instax Mini 8   | November 2012    | 60 mm ƒ/12,7      | 1/60 bis 1/400                            | Manuell (4 Einstellungen) | 2×LR6/AA        | 116 mm × 118,3 mm × 68,2 mm   | 307 g (10,8 oz)   | [ 17 ] [ 18 ]            |
| Instax Mini 90  | September 2013   | 60 mm ƒ/12,7      | 1/8 bis 1/400                             | Manuell                   | 1×NP45A         | 113,4 mm × 91,9 mm × 57,2 mm  | 296 g (10,4 oz)   | [ 20 ] [ 21 ]            |
| Instax Mini 70  | September 2015   | 60 mm ƒ/12,7      | 1/2 bis 1/400                             | Automatisch               | 2×CR2           | 114,3 mm × 99,1 mm × 53,3 mm  | 281 g (9,9 oz)    | [ 23 ]                   |
| Instax Mini 9   | April 2017       | 60 mm ƒ/12,7      | 1/60 (fest)                               | Manuell (4 Einstellungen) | 2×LR6/AA        | 116 mm × 118,3 mm × 68,2 mm   | 307 g (10,8 oz)   | [ 25 ]                   |
| Instax Mini 11  |                  | f = 60 mm, 1:12,7 | elektronischer Verschluss 1/2 bis 1/250 s | Automatisch               | 2× AA (LR6)     | 107,6 mm × 121,2 mm × 67,3 mm | 293 g             |                          |

#### Digitale Modelle mit integriertem Drucker
| Modell          | Veröffentlichung | Objektiv  | Verschlusszeit   | Belichtung  | Stromversorgung          | Größe B×H×T                   | Gewicht (Gehäuse) | Anmerkungen   |
| --------------- | ---------------- | --------- | ---------------- | ----------- | ------------------------ | ----------------------------- | ----------------- | ------------- |
| FinePix PR21    | 1999             | 35 mm ƒ/8 | 1/4 bis 1/1000 s | Automatisch | 3×AA                     | 113 mm × 127 mm × 60 mm       | 550 g (19,4 oz)   | 2,3 Megapixel |
| Instax Mini Evo | 2021             | 28 mm     | 1/4 bis 1/8000 s | Automatisch | Li-Ion-Akku (integriert) | 130,7 mm × 118,6 mm × 57,5 mm | 390 g             | 5 Megapixel   |

#### Mit Instax Mini kompatible Modelle von anderen Herstellern
| Modell                          | Veröffentlichung | Objektiv                              | Verschlusszeit                      | Belichtung  | Stromversorgung | Größe B×H×T              | Gewicht (Gehäuse) | Anmerkungen                  |
| ------------------------------- | ---------------- | ------------------------------------- | ----------------------------------- | ----------- | --------------- | ------------------------ | ----------------- | ---------------------------- |
| Diana Instant Camera Back       | April 2009       | N/A                                   | N/A                                 | N/A         | 2×CR2           | N/A                      | N/A               | Zur Verwendung mit Diana F+  |
| Diana F+ w/ Instant Camera Back | April 2009       | 32 mm ƒ/11                            | ∞ to 1/60                           | Manuell     | 2×CR2           | N/A                      | N/A               |                              |
| Lomo’Instant                    | Dezember 2014    | 27 mm ƒ/8                             | ∞ to 1/125                          | Manuell     | 4×LR03/AAA      | 141 mm × 96,3 mm × 57 mm | 380 g (13,4 oz)   |                              |
| LC-A+ Instant Back+             | Februar 2010     | Minitar 1 32 mm ƒ/2,8                 | Automatic – ∞ to 1/500              | Automatisch | LR44 1,5V       | N/A                      | N/A               | Zur Verwendung mit LC-A+     |
| Instantflex TL70                | Juli 2015        | 61 mm ƒ/5,6, ƒ/8, ƒ/16, ƒ/22, ƒ/bokeh | 1/500 – 1 Sekunde, 10 Sekunden bulb | Automatisch | 3×AA Batteries  | 141 mm × 102 mm × 80,2mm | 525g              |                              |
| Leica Sofort                    | November 2016    | 60mm ƒ/12,7                           | 1/8 bis 1/400                       | Manuell     | 1×NP45A         | 124 × 94 × 58 mm         | 305g              | Baugleich mit Instax Mini 90 |

#### Instax Mini Drucker
| Modell              | Veröffentlichung | Stromversorgung | Größe B×H×T                 | Gewicht        | Anmerkungen                               |
| ------------------- | ---------------- | --------------- | --------------------------- | -------------- | ----------------------------------------- |
| Instax “Cheki” NP-1 | 2005             | 2×CR2           | 120,5 mm × 45 mm × 108 mm   | 250 g (8,8 oz) | Nur in Japan                              |
| Instax Share SP-1   | Januar 2014      | 2×CR2           | 101,6 mm × 42 mm × 122,5 mm | 253 g (8,9 oz) | Nachfolger des Pivi                       |
| Instax Share SP-2   | Juni 2016        | 1×NP-45S        | 131,8 mm × 89,5 mm × 40 mm  | 250 g          | Verbesserte Auflösung und Geschwindigkeit |
| Instax Share SP-3   | November 2017    | 1×NP-50         | 116 mm × 130,5 mm × 44,4 mm | 312 g          | Erster Drucker für das „Square“-Format    |

## Digital Instax Pivi
Das Projekt endete allerdings nicht mit der Veröffentlichung der FinePix PR21. Schon von Beginn an war ein eigenständiger Drucker geplant, welcher allerdings nie höchste Priorität hatte. Als allerdings Mobiltelefone mit integrierter Kamera an Bedeutung gewannen, wurde der Drucker nach fünf Jahren in der Entwicklung 2004 vorgestellt. Der Film für Instax Pivi Kameras sah gleich aus wie der Instax Mini Film, allerdings ergab die Verwendung in einer Instax Mini Kamera ein auf den Kopf gestelltes Bild. Die Digital Instax Pivi Reihe war geplant als ein Hybrid aus digitaler und analoger Fototechnik. Die Idee dahinter war ähnlich wie bei der Olympus C-211, einer digitalen Kamera mit einem eingebauten Polaroid 500 Drucker. Fujifilm verfolgte diese Idee auch schon 1999 mit der FinePix PR21, einer digitalen Kamera mit eingebautem Instax-mini Drucker
- Digital Instax Pivi Film (Film Format: 54 (W) × 86 (H) mm Bildgröße: 46 (W) × 61(H) mm) – Inkompatible mit Instax mini Film –
  - 800 ISO

### Instax Pivi Kameras
| Legende:                                                                                   |
| Eingestellt: Ältere Geräteversionen, nicht mehr im Verkauf. Aktuell: Versionen im Verkauf. |

| Modell             | Veröffentlichung | Max. Input Auflösung                    | Schnittstelle | Stromversorgung | Größe B×H×T                | Gewicht        | Anmerkungen                               |
| ------------------ | ---------------- | --------------------------------------- | ------------- | --------------- | -------------------------- | -------------- | ----------------------------------------- |
| Instax Pivi MP-100 | 2004             | 3 MP (2048 × 1536)                      | IrDA          | 2×CR2           | 126,5 mm × 98 mm × 29,5 mm | 205 g (7,2 oz) | Kompatibel mit IR-100 (USB-zu-IR-Adapter) |
| Instax Pivi MP-70  | November 2005    | 3 MP (2048 × 1536)                      | IrDA          | 2×CR2           | 129 mm × 100 mm × 29 mm    | 210 g (7,4 oz) | Kompatibel mit IR-100 (USB-zu-IR-Adapter) |
| Instax Pivi MP-300 | Juni 2006        | 41 MP (6400 × 6400) oder 1 MB über IrDA | USB IrDA      | 2×CR2           | 146 mm × 102 mm × 29 mm    | 225 g (7,9 oz) | optionaler AC-Adapter                     |

## Instax Wide

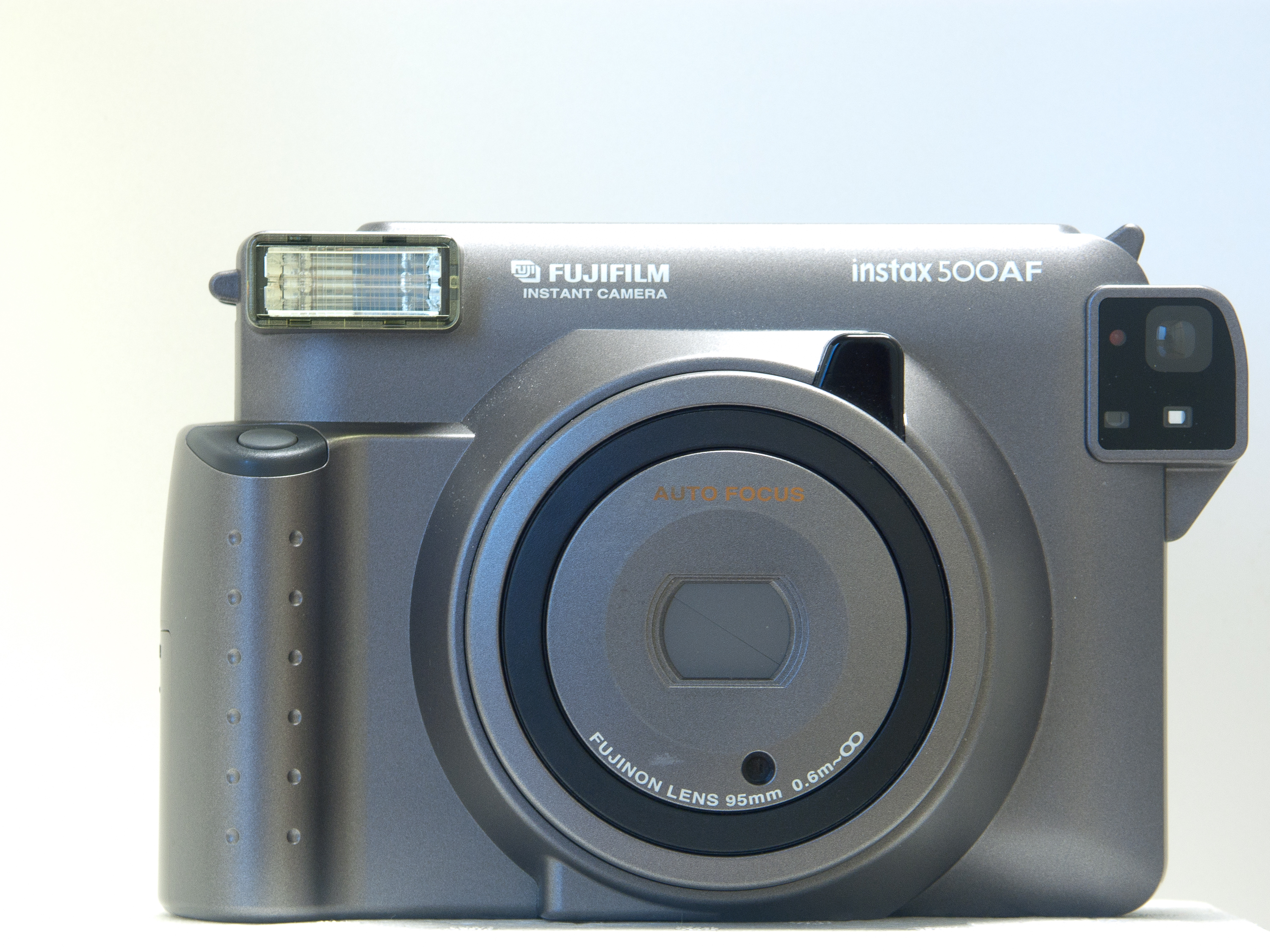
Fujifilm Instax 500AF

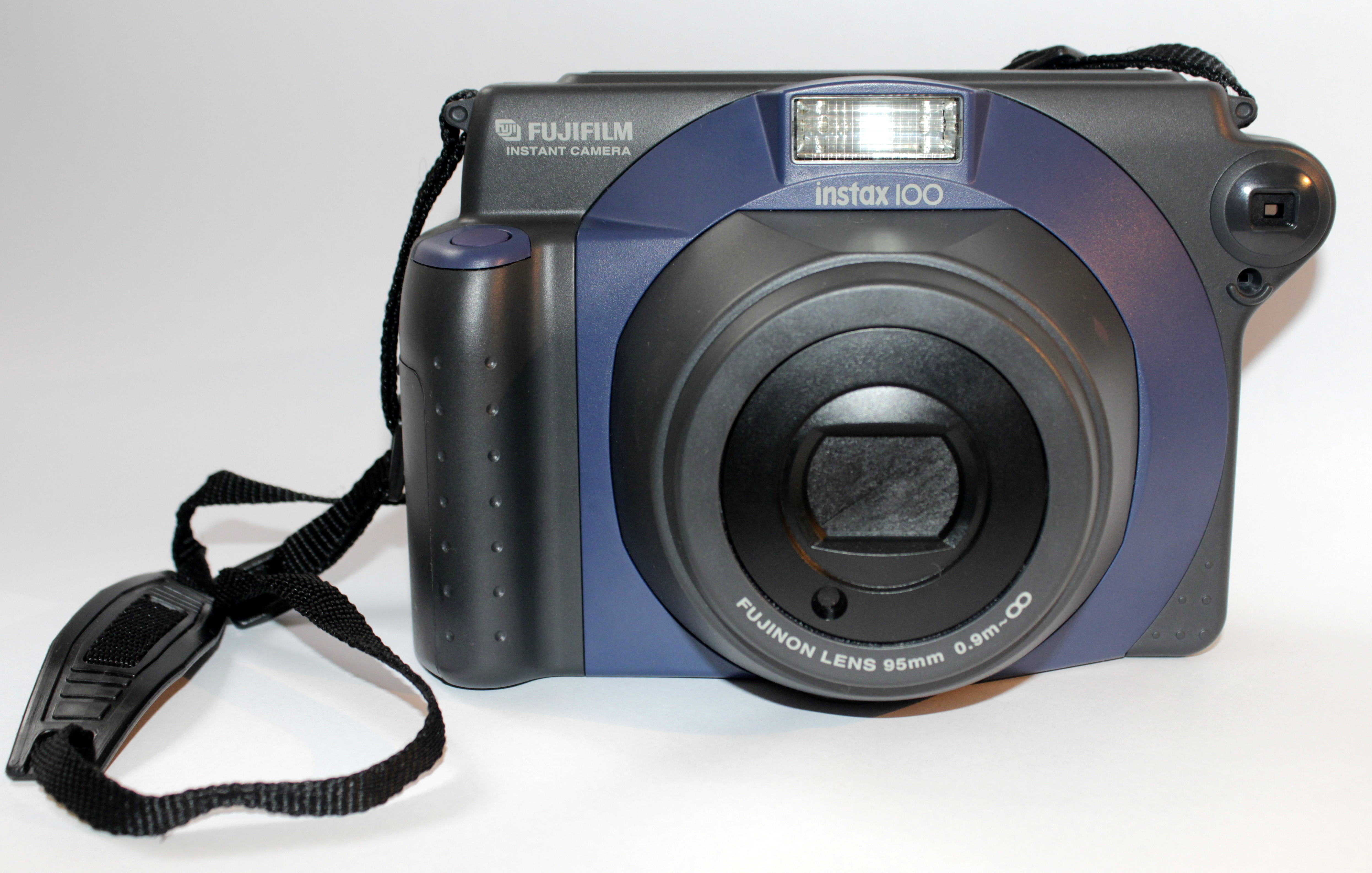
Instax 100

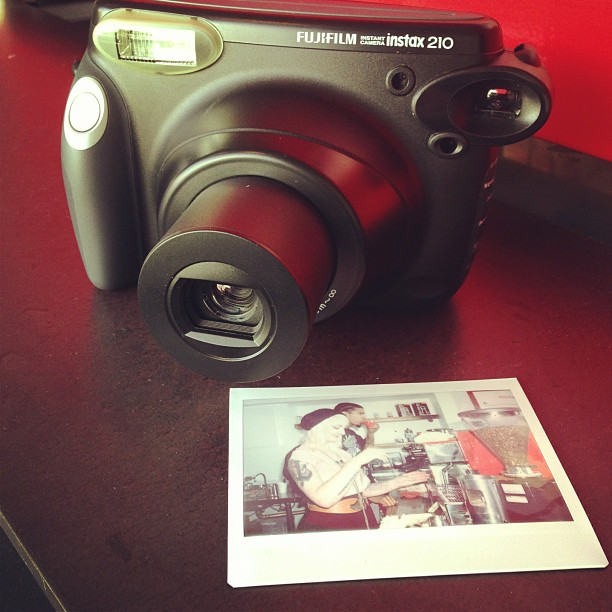
Instax Wide 210 mit einem Foto im Instax Wide Format

Bei der Einführung wurde der Instax „wide“ nur Instax genannt, allerdings wurde nach und nach die Bezeichnung „Wide“ hinzugefügt, um ihn vom Instax Mini zu unterscheiden. Diese neue Namensgebung war auch bei den Kameramodellen ersichtlich, so wird das aktuelle Modell als Instax Wide 300 bezeichnet.

### Eigenschaften
Von den Spezifikationen auf der Fujifilm website
| Filmempfindlichkeit | ISO 800/30°                                              |
| Farbtemperatur      | Tageslicht (5500 K)                                      |
| Auflösung           | 10 Linien/mm                                             |
| Bilder pro Packung  | 10                                                       |
| Abmessungen         | 86 mm × 108 mm 3,4″ × 4,3″                               |
| Bildgröße           | 62 mm × 99 mm 2,4″ × 3,9″                                |
| Verpackungsgröße    | 92 mm × 115 mm × 20 mm                                   |
| Verpackungsmaterial | Polystyrol-Verpackung und lichtundurchlässiges Deckblatt |

### Instax Wide Kameras
| Legende:                                                                                   |
| Eingestellt: Ältere Geräteversionen, nicht mehr im Verkauf. Aktuell: Versionen im Verkauf. |

#### Modelle von Fujifilm
| Modell          | Veröffentlichung | Objektiv     | Verschlusszeit | Fokussierung     | Stromversorgung | Größe B×H×T                   | Gewicht (Gehäuse) | Anmerkungen                                 |
| --------------- | ---------------- | ------------ | -------------- | ---------------- | --------------- | ----------------------------- | ----------------- | ------------------------------------------- |
| Instax 100      | Mai 1999         | 95 mm ƒ/14   | 1/64 bis 1/200 | Manuell          | 4×LR6/AA        | 171,5 mm × 91,5 mm × 119,5 mm | 650 g (22,9 oz)   |                                             |
| Instax 500AF    | Juli 1999        | 95 mm ƒ/12,8 | 1/8 bis 1/125  | Automatisch (AF) | 2×CR123A        | 174,5 mm × 76 mm × 120 mm     | 655 g (23,1 oz)   | Einzige Instax-Kamera mit Autofokus         |
| Instax 200      | November 2000    | 95mm ƒ/14    | 1/64 bis 1/200 | Manuell          | 4×LR6/AA        | 178,5 mm × 94,5 mm × 117,5 mm | 650 g (22,9 oz)   | Blitz wurde an die Seite der Kamera verlegt |
| Instax 210      | Juni 2009        | 95mm ƒ/14    | 1/64 bis 1/200 | Manuell          | 4×LR6/AA        | 178,5 mm × 94,5 mm × 117,5 mm | 610 g (21,5 oz)   | Kamera wurde intern vereinfacht             |
| Instax Wide 300 | Frühling 2015    | 95mm ƒ/14    | 1/64 bis 1/200 | Manuell          | 4×LR6/AA        | 167,8 mm × 94,7 mm × 120,9 mm | 612 g (21,6 oz)   | Neues Design & Stativgewinde                |

#### Mit Instax Wide kompatible Modelle von anderen Herstellern
| Modell                     | Veröffentlichung | Objektiv      | Verschlusszeit                            | Belichtung                                | Stromversorgung | Größe B×H×T | Gewicht (Gehäuse) | Anmerkungen                          |
| -------------------------- | ---------------- | ------------- | ----------------------------------------- | ----------------------------------------- | --------------- | ----------- | ----------------- | ------------------------------------ |
| Belair Instant Back        | März 2014        | N/A           | N/A                                       | N/A                                       | No              | N/A         | 599 g (21,13 oz)  | Für die Verwendung mit Belair × 6–12 |
| Belair × 6–12+Instant Back | März 2014        | ƒ/8-16        | 1/125 s und Bulb                          | N/A                                       | 2×LR44          | N/A         | 1400 g (49,4 oz)  |                                      |
| Lomo’Instant Wide          | Oktober 2015     | ƒ/8 oder f/22 | 8 – 1/250 s (Automatik), Bulb oder 1/30 s | Automatik, Bulb oder feste Verschlusszeit | 4×AA            | N/A         | N/A               |                                      |

## Instax Square
Im Mai 2017 wurde mit der Instax Square SQ10 die erste Instax-Kamera mit quadratischem Filmformat eingeführt. Ein Jahr später folgte auf die hybride SQ10 die vollanaloge SQ6.

### Eigenschaften
Von den Spezifikationen auf der Fujifilm website
| Filmempfindlichkeit | ISO 800/30°                                              |
| Farbtemperatur      | Tageslicht (5500 K)                                      |
| Bilder pro Packung  | 10                                                       |
| Abmessungen         | 86 mm × 72 mm                                            |
| Bildgröße           | 62 mm × 62 mm                                            |
| Verpackungsmaterial | Polystyrol-Verpackung und lichtundurchlässiges Deckblatt |

### Instax Square Kameras
| Legende:                                                                                   |
| Eingestellt: Ältere Geräteversionen, nicht mehr im Verkauf. Aktuell: Versionen im Verkauf. |

| Modell             | Veröffentlichung | Objektiv       | Verschlusszeit                      | Belichtung          | Stromversorgung          | Abmessungen B×H×T             | Gewicht (Gehäuse) | Anmerkungen           |
| ------------------ | ---------------- | -------------- | ----------------------------------- | ------------------- | ------------------------ | ----------------------------- | ----------------- | --------------------- |
| Instax Square SQ10 | Mai 2017         | 28,5 mm ƒ2,4   | 1/2 bis 1/29500 s, 10 Sekunden bulb | Automatisch         | 1×NP-50                  | 119 mm × 47 mm × 127 mm       | 450 g             | hybrid, 3,7 Megapixel |
| Instax Square SQ6  | Mai 2018         | 65,75 mm ƒ12,6 | 1,6 bis 1/400 s                     | Automatisch/Manuell | 2×CR2                    | 118,7 mm × 128,1 mm × 58,1 mm | 393 g (13,9 oz)   |                       |
| Instax Square SQ20 | September 2018   | 33,4 mm ƒ2,4   | 1/2 bis 1/7500 s, 10 Sekunden bulb  | Automatisch         | Li-Ion-Akku (integriert) | 119 mm × 50 mm × 127 mm       | 390 g             | hybrid, 3,7 Megapixel |
| Instax Square SQ1  | November 2020    | 65,75 mm ƒ12,6 | 1,6 bis 1/400 s                     | Automatisch         | 2×CR2                    | 130,7 mm × 118,6 mm × 57,5 mm | 390 g             |                       |

#### Mit Instax Square kompatible Modelle von anderen Herstellern
| Modell               | Veröffentlichung | Objektiv                | Verschlusszeit                         | Belichtung                     | Stromversorgung | Größe B×H×T | Gewicht (Gehäuse) | Anmerkungen                                                    |
| -------------------- | ---------------- | ----------------------- | -------------------------------------- | ------------------------------ | --------------- | ----------- | ----------------- | -------------------------------------------------------------- |
| Lomo’Instant Square  | Januar 2018      | ƒ/10 oder f/22          | 8 – 1/250 s (Automatik), Bulb bis 30 s | Automatik oder Bulb            | 2×CR2           | N/A         | N/A               | Objektiv aus Glas                                              |
| Diana Instant Square | Dezember 2018    | f/11, f/19, f/32, f/150 | 1/100s, Bulb                           | Feste Verschlusszeit oder Bulb | 4×AAA           | N/A         | N/A               | Tele-, Weitwinkel- und FIsheye-Objektiv als Zubehör erhältlich |